# Creston (Ohio)
Creston é uma vila localizada no estado norte-americano de Ohio, no Condado de Medina e Condado de Wayne.

## Demografia
Segundo o censo norte-americano de 2000, a sua população era de 2161 habitantes.
Em 2006, foi estimada uma população de 2136, um decréscimo de 25 (-1.2%).

## Geografia
De acordo com o United States Census Bureau tem uma área de
5,7 km², dos quais 5,7 km² cobertos por terra e 0,0 km² cobertos por água. Creston localiza-se a aproximadamente 349 m acima do nível do mar.

## Localidades na vizinhança
O diagrama seguinte representa as localidades num raio de 12 km ao redor de Creston.